# Bryaxis (insecte)
Pour les articles homonymes, voir Bryaxis.
Genre
Bryaxis est un genre de coléoptères de la famille des Staphylinidae et de la sous-famille des Pselaphinae. L'espèce type est Bryaxis bulbifer (Reichenbach, 1816) (de protonyme Pselaphus bulbifer Reichenbach, 1816).

## Liste d'espèces

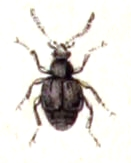
Bryaxis clavicornis (Panzer, 1809).

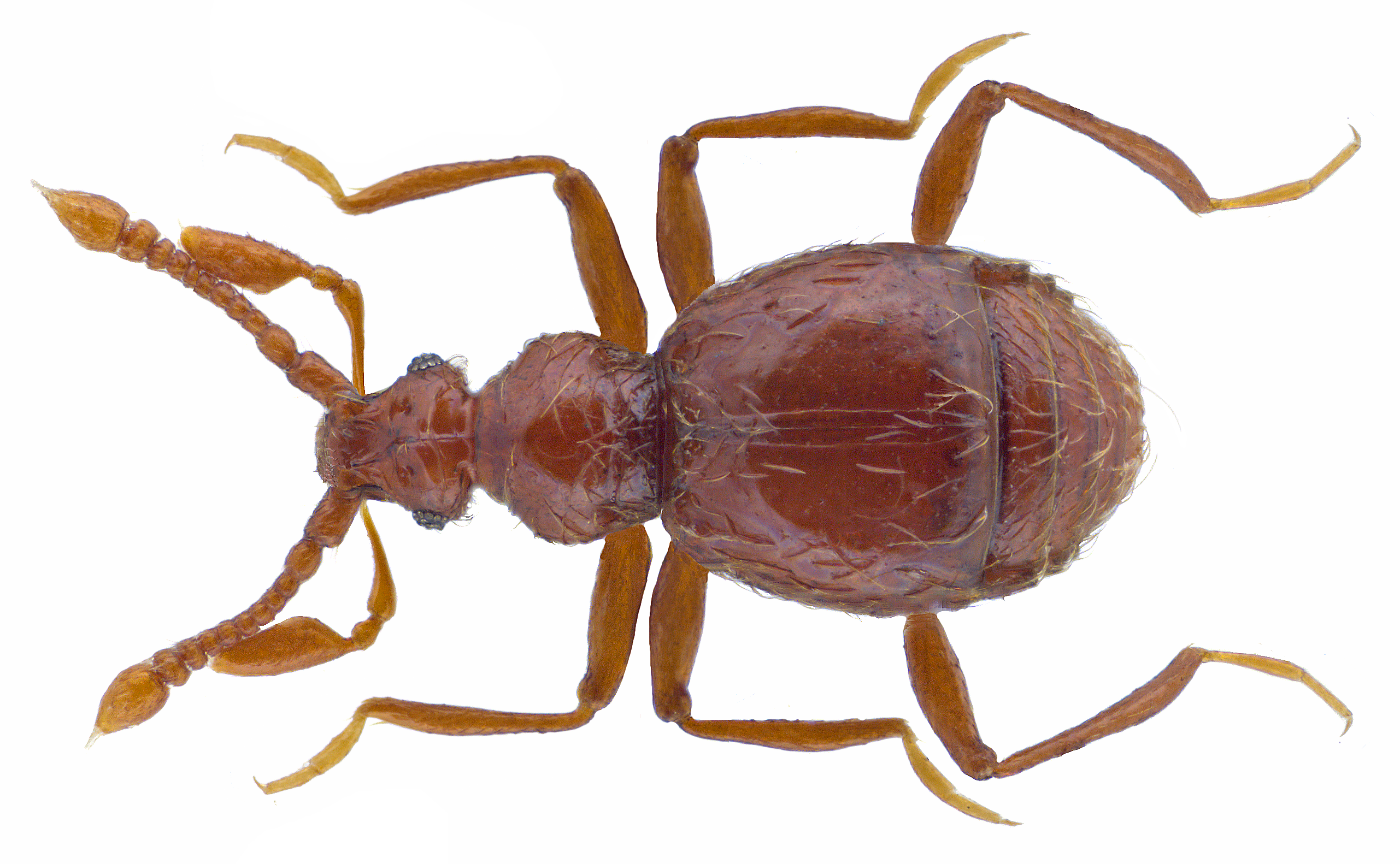
Bryaxis convexus (Kiesenwetter, 1858).

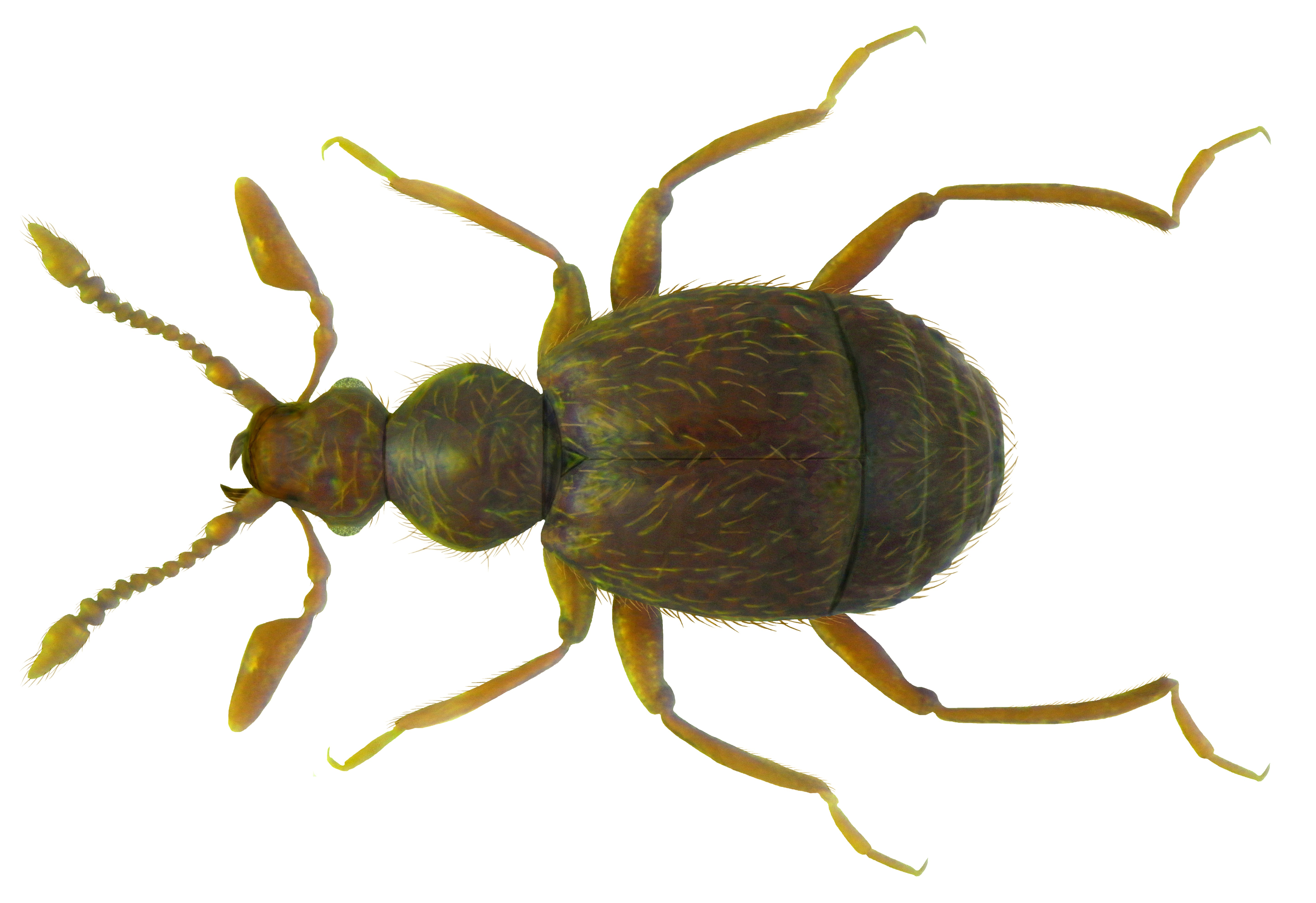
Bryaxis curtisi (Leach, 1817), femelle.

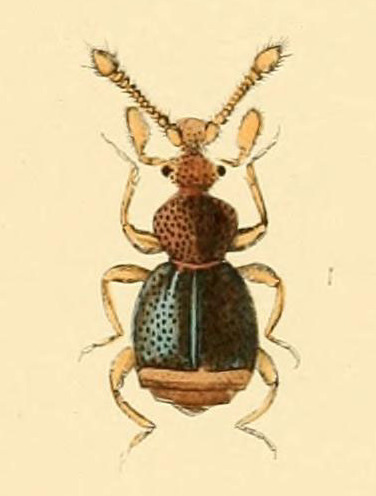
Bryaxis puncticollis (Denny, 1825).

Au 23 mars 2020, GBIF liste plus de 380 espèces dans le genre Bryaxis :
- Bryaxis abastumanus (Reitter, 1881)
- Bryaxis abkhasicus Besuchet & Kurbatov, 2007
- Bryaxis acernus Castellini, 1978
- Bryaxis adjaricus Besuchet & Kurbatov, 2007
- Bryaxis adumbratus Besuchet & Kurbatov, 2007
- Bryaxis aelistae (Reitter, 1882)
- Bryaxis affinis (Sharp, 1883)
- Bryaxis alayai Löbl & Kurbatov, 1996
- Bryaxis albanicus (Apfelbeck, 1907)
- Bryaxis alesi Löbl & Kurbatov, 1996
- Bryaxis alishanus Löbl & Kurbatov, 1996
- Bryaxis alpestris (Dodero, 1900)
- Bryaxis altivagus Besuchet, 1962
- Bryaxis amasiae (Reitter, 1890)
- Bryaxis ami Löbl & Kurbatov, 1996
- Bryaxis ammon (Saulcy, 1878)
- Bryaxis amurensis Kurbatov, 1985
- Bryaxis anatolicus (Saulcy, 1878)
- Bryaxis andalusiacus (Jeannel, 1956)
- Bryaxis appendiculatus (Reitter, 1885)
- Bryaxis aragonensis (Franz, 1955)
- Bryaxis argiolus (Reitter, 1888)
- Bryaxis argodi (Croissandeau, 1885)
- Bryaxis argus (Kraatz, 1863)
- Bryaxis armipes (Reitter, 1881)
- Bryaxis arnoldii Besuchet, 1961
- Bryaxis artvinensis Besuchet & Kurbatov, 2007
- Bryaxis asciicornis Kurbatov, 1985
- Bryaxis assingi Besuchet & Kurbatov, 2007
- Bryaxis asturiensis (Reitter, 1880)
- Bryaxis atilla (Saulcy, 1878)
- Bryaxis atlanticides Newton, 2015
- Bryaxis atrata L.W. Schaufuss, 1875
- Bryaxis auritides Newton, 2015
- Bryaxis badius Besuchet, 1961
- Bryaxis bajulus (C. Hampe, 1863)
- Bryaxis balabanus Besuchet & Kurbatov, 2007
- Bryaxis balneator Besuchet & Kurbatov, 2007
- Bryaxis bedeki Bekchiev & Hlaváč, 2016
- Bryaxis befragei LeConte, 1880
- Bryaxis bellax Löbl & Kurbatov, 1996
- Bryaxis bergamascus (Stolz, 1917)
- Bryaxis bericus Pace, 1974
- Bryaxis beroni Karaman, 1969
- Bryaxis biokovensis Bekchiev & Hlaváč, 2016
- Bryaxis blacensis (Karaman, 1954)
- Bryaxis bodemeyeri (Reitter, 1903)
- Bryaxis bojanensis (Apfelbeck, 1907)
- Bryaxis borckensis Besuchet & Kurbatov, 2007
- Bryaxis bosnicus (Ganglbauer, 1895)
- Bryaxis bothrophorus (Stolz, 1917)
- Bryaxis brachati Besuchet, 1980
- Bryaxis brelihi Meggiolaro, 1960
- Bryaxis brescianus Daffner, 1986
- Bryaxis brusinae (Reitter, 1880)
- Bryaxis buddha Kurbatov & Löbl, 1995
- Bryaxis bulbifer (Reichenbach, 1816)
- Bryaxis bushido Löbl, Kurbatov & Nomura, 1998
- Bryaxis callipus (Apfelbeck, 1906)
- Bryaxis carinula (Rey, 1888)
- Bryaxis carpathicus (Saulcy, 1875)
- Bryaxis casalei Poggi, 1992
- Bryaxis castanoptera Motschulsky, 1851
- Bryaxis catalanus (Jeannel, 1950)
- Bryaxis cateniger (Krauss, 1899)
- Bryaxis cebennicus (Jeannel, 1950)
- Bryaxis cephalotes (Motschulsky, 1845)
- Bryaxis cepliki Hlaváč, 2009
- Bryaxis cetinjensis (Apfelbeck, 1906)
- Bryaxis chaudoirii (Chaudoir, 1845)
- Bryaxis chevrolati (Aubé, 1833)
- Bryaxis chiarae Monguzzi, 2016
- Bryaxis chilimontanus Nomura & Chang Eon Lee, 1993
- Bryaxis chobautianus Löbl, 1998
- Bryaxis claudioi Daffner, 1992
- Bryaxis clavicornis (Panzer, 1809)
- Bryaxis clavipes (Motschulsky, 1851)
- Bryaxis cocles (Saulcy, 1863)
- Bryaxis coelestis Löbl & Kurbatov, 1996
- Bryaxis coiffaiti Jeannel, 1958
- Bryaxis collaris (Baudi di Selve, 1859)
- Bryaxis colledanii Daffner, 1984
- Bryaxis comita (Rambousek, 1909)
- Bryaxis convexus (Kiesenwetter, 1858)
- Bryaxis corcyreus (Reitter, 1884)
- Bryaxis cornutus (Machulka, 1938)
- Bryaxis corsus Besuchet, 1999
- Bryaxis crassicornides Newton, 2017
- Bryaxis crassicornis (Motschulsky, 1835)
- Bryaxis credibilis Besuchet & Kurbatov, 2007
- Bryaxis crepsensis (G. Müller, 1947)
- Bryaxis crotchi (Sharp, 1874)
- Bryaxis curtisii (Leach, 1817)
- Bryaxis cythereias (Pic, 1903)
- Bryaxis dalmatinus (Reitter, 1881)
- Bryaxis dichrous (Reitter, 1882)
- Bryaxis difficilis (Reitter, 1884)
- Bryaxis dilatata Motschulsky, 1851
- Bryaxis disciger (Roubal, 1910)
- Bryaxis distinguendus Besuchet, 1961
- Bryaxis diversicornis (Raffray, 1873)
- Bryaxis dolosus Poggi & Sarbu, 2013
- Bryaxis effeminatus Besuchet, 1983
- Bryaxis egens Besuchet & Kurbatov, 2007
- Bryaxis emeicus Kurbatov & Löbl, 1995
- Bryaxis emendatus Besuchet & Kurbatov, 2007
- Bryaxis emilianus (Stolz, 1926)
- Bryaxis erichsonii (Kiesenwetter, 1849)
- Bryaxis eurus Karaman, 1967
- Bryaxis euryscapus Besuchet & Kurbatov, 2007
- Bryaxis extensa Motschulsky, 1851
- Bryaxis extremalis Kurbatov, 1990
- Bryaxis fagei (Jeannel, 1926)
- Bryaxis fauconneti (Fauvel, 1886)
- Bryaxis femoratus (Aubé, 1844)
- Bryaxis festivus Besuchet, 1964
- Bryaxis fictor Kurbatov & Löbl, 1998
- Bryaxis focarilei Besuchet, 1980
- Bryaxis fossicornis (Rambousek, 1916)
- Bryaxis frivaldszkyi (Reitter, 1887)
- Bryaxis fronticornis Bekchiev, 2013
- Bryaxis frustratus Besuchet, 1983
- Bryaxis gallicus (Reitter, 1887)
- Bryaxis ganglbaueri (Stolz, 1917)
- Bryaxis gemellus Besuchet & Kurbatov, 2007
- Bryaxis ghilarovi Besuchet, 1961
- Bryaxis giraffa (Reitter, 1880)
- Bryaxis goliath (Jeannel, 1922)
- Bryaxis gracilipalpis Jeannel, 1958
- Bryaxis grandicollis Jeannel, 1958
- Bryaxis grilati (Reitter, 1886)
- Bryaxis grouvellei (Reitter, 1882)
- Bryaxis hakka Löbl & Kurbatov, 1996
- Bryaxis halbherri (Reitter, 1885)
- Bryaxis hallamontanus Nomura & Chang Eon Lee, 1992
- Bryaxis harmandi Raffray, 1909
- Bryaxis heian Löbl, Kurbatov & Nomura, 1998
- Bryaxis heilongjiangensis Li & Jingke, 1993
- Bryaxis heliophobus (Apfelbeck, 1906)
- Bryaxis herculinus Besuchet, 1962
- Bryaxis heydeni (Reitter, 1880)
- Bryaxis hisamatsui Löbl, Kurbatov & Nomura, 1998
- Bryaxis hokkiensis Löbl & Kurbatov, 1996
- Bryaxis hoko Löbl, Kurbatov & Nomura, 1998
- Bryaxis holciki Löbl, 1964
- Bryaxis humilis Raffray, 1909
- Bryaxis hypocritus Plavilstschikov, 1940
- Bryaxis ibericus (Saulcy, 1870)
- Bryaxis immodicus Besuchet & Kurbatov, 2007
- Bryaxis indistincta Motschulsky, 1851
- Bryaxis insularis (Holdhaus, 1905)
- Bryaxis ipsimus Besuchet & Kurbatov, 2007
- Bryaxis iriomotensis Löbl, Kurbatov & Nomura, 1998
- Bryaxis islamitus (Reitter, 1885)
- Bryaxis issensis (J. Müller, 1909)
- Bryaxis italicus (Baudi di Selve, 1870)
- Bryaxis japonicus (Sharp, 1874)
- Bryaxis joffrei (Sainte-Claire Deville, 1928)
- Bryaxis jomon Löbl, Kurbatov & Nomura, 1998
- Bryaxis jucundus Besuchet, 1961
- Bryaxis judaeus (Pic, 1900)
- Bryaxis judicariensis (Dodero, 1919)
- Bryaxis kahleni Pace, 1978
- Bryaxis kamakura Löbl, Kurbatov & Nomura, 1998
- Bryaxis karamanae Besuchet, 1958
- Bryaxis karaormani (Karaman, 1954)
- Bryaxis karate Löbl, Kurbatov & Nomura, 1998
- Bryaxis katana Löbl, Kurbatov & Nomura, 1998
- Bryaxis khnzoriani Besuchet, 1964
- Bryaxis kimi Kurbatov & Löbl, 1998
- Bryaxis kimjongkuki Nomura & Chang Eon Lee, 1993
- Bryaxis klimeschi (W. Blattný & C. Blattný, 1914)
- Bryaxis kofun Löbl, Kurbatov & Nomura, 1998
- Bryaxis koltzei (Reitter, 1887)
- Bryaxis konecznii (Machulka, 1938)
- Bryaxis kovali Besuchet & Kurbatov, 2007
- Bryaxis krilei Hlaváč, 2008
- Bryaxis kruegeri (Machulka, 1932)
- Bryaxis kumensis Daffner, 1992
- Bryaxis kumgangsanensis Löbl, 2000
- Bryaxis kurnakovi Besuchet, 1960
- Bryaxis kuzmini Besuchet & Kurbatov, 2007
- Bryaxis laevipennis Besuchet & Kurbatov, 2007
- Bryaxis lagari (Halbherr, 1890)
- Bryaxis lanai Poggi, 2019
- Bryaxis lata Motschulsky, 1851
- Bryaxis lazistanicus Besuchet & Kurbatov, 2007
- Bryaxis lederi (Reitter, 1888)
- Bryaxis leechanyoungi Nomura & Chang Eon Lee, 1993
- Bryaxis leleupi (Jeannel, 1952)
- Bryaxis leonhardi (Reitter, 1902)
- Bryaxis lesbius Brachat, 2016
- Bryaxis lessinicus Pace, 1974
- Bryaxis libanicola (J. Sahlberg, 1908)
- Bryaxis liguricus (Dodero, 1919)
- Bryaxis litoralis Besuchet & Kurbatov, 2007
- Bryaxis lokayi (Machulka, 1927)
- Bryaxis longifrons Jeannel, 1952
- Bryaxis longifronsides Newton, 2015
- Bryaxis longipalpis (Motschulsky, 1835)
- Bryaxis longulus (Kiesenwetter, 1849)
- Bryaxis lurensis Besuchet, 2002
- Bryaxis lusitanicus (Saulcy, 1870)
- Bryaxis macedonicus (Karaman, 1953)
- Bryaxis macheonensis Nomura & Chang Eon Lee, 1993
- Bryaxis mahunkai Löbl, 1975
- Bryaxis mancinii (Dodero, 1919)
- Bryaxis mandarinus Löbl & Kurbatov, 1996
- Bryaxis marinae Sabella, 1989
- Bryaxis mayumi Löbl, Kurbatov & Nomura, 1998
- Bryaxis meledanus Agazzi, 1964
- Bryaxis melinensis (Reitter, 1881)
- Bryaxis mendax Kurbatov & Löbl, 1998
- Bryaxis merkli Löbl, 2000
- Bryaxis meskischesianus Meggiolaro, 1966
- Bryaxis mirei (Jeannel, 1956)
- Bryaxis mirificus Besuchet, 1983
- Bryaxis moczarskii (A. Winkler, 1911)
- Bryaxis mohamedis (Reitter, 1903)
- Bryaxis monguzzii Besuchet, 1980
- Bryaxis monstrosetibialis (Stolz, 1923)
- Bryaxis monticola (Jeannel, 1950)
- Bryaxis montivagus (Reitter, 1885)
- Bryaxis mosorensis (Karaman, 1953)
- Bryaxis mulsanti (Kiesenwetter, 1850)
- Bryaxis multiplex Besuchet & Kurbatov, 2007
- Bryaxis muscorum (Kiesenwetter, 1849)
- Bryaxis myops Besuchet & Kurbatov, 2007
- Bryaxis naginata Löbl, Kurbatov & Nomura, 1998
- Bryaxis nakeralae (Reitter, 1885)
- Bryaxis nametkini Kurbatov & Löbl, 1998
- Bryaxis nebrodensis Besuchet, 1980
- Bryaxis nemilensis (Reitter, 1885)
- Bryaxis nigriceps (Leach, 1826)
- Bryaxis nigritus Löbl, 1998
- Bryaxis nigrocephala L.W. Schaufuss, 1877
- Bryaxis nitidulus Besuchet, 1961
- Bryaxis nivarius Besuchet & Kurbatov, 2007
- Bryaxis nodicornis (Aubé, 1833)
- Bryaxis nogodanensis Nomura & Chang Eon Lee, 1993
- Bryaxis noricus (F. Schubert, 1958)
- Bryaxis normandi (Jeannel, 1950)
- Bryaxis obenbergeri (Machulka, 1938)
- Bryaxis obventicius Besuchet & Kurbatov, 2007
- Bryaxis odontogena (Dodero, 1919)
- Bryaxis oertzeni (Reitter, 1882)
- Bryaxis oraniensis (Pic, 1896)
- Bryaxis orcinus Besuchet & Kurbatov, 2007
- Bryaxis oreophilus (Meixner, 1912)
- Bryaxis orousseti B. Secq & M. Secq, 1991
- Bryaxis osellai Besuchet & Kurbatov, 2007
- Bryaxis oseticus Besuchet & Kurbatov, 2007
- Bryaxis ossaeus Besuchet, 2008
- Bryaxis pachyscelis Besuchet & Kurbatov, 2007
- Bryaxis paganettii (W. Blattný & C. Blattný, 1914)
- Bryaxis paiwan Löbl & Kurbatov, 1996
- Bryaxis pallidior (Pic, 1901)
- Bryaxis panda Kurbatov & Löbl, 1995
- Bryaxis pandellei (Saulcy, 1863)
- Bryaxis pastoralis (Peyerimhoff, 1901)
- Bryaxis pavani (Tamanini, 1940)
- Bryaxis pawlowskii Löbl, 1974
- Bryaxis peckorum Löbl, Kurbatov & Nomura, 1998
- Bryaxis pedator (Reitter, 1882)
- Bryaxis pedemontanus Besuchet, 1958
- Bryaxis pedestris (Motschulsky, 1845)
- Bryaxis peloponnesius (Reitter, 1884)
- Bryaxis peninsulanus Nomura & Chang Eon Lee, 1993
- Bryaxis peninsularis (Saulcy, 1870)
- Bryaxis pentagonoceras (Stolz, 1917)
- Bryaxis persicoi (F. Rasetti, 1939)
- Bryaxis pescaroloi Poggi, 1984
- Bryaxis petri Raffray, 1915
- Bryaxis pictetii (Tournier, 1859)
- Bryaxis pilifera Motschulsky, 1851
- Bryaxis pingtungensis Löbl & Kurbatov, 1996
- Bryaxis pinkeri (Stolz, 1917)
- Bryaxis pintungensis Löbl & Körbatov, 1996
- Bryaxis planifer Löbl & Kurbatov, 1996
- Bryaxis platalea Löbl, Kurbatov & Nomura, 1998
- Bryaxis platelea Löbl, Kurbatov & Nomura, 1998
- Bryaxis pletnevi Kurbatov & Löbl, 1998
- Bryaxis polemon Besuchet & Kurbatov, 2007
- Bryaxis ponticus Besuchet & Kurbatov, 2007
- Bryaxis portalegrensis (L.W. Schaufuss, 1882)
- Bryaxis porzenna (Reitter, 1882)
- Bryaxis procerus (Gredler, 1873)
- Bryaxis propinquus Besuchet & Kurbatov, 2007
- Bryaxis proportionalis L.W. Schaufuss, 1887
- Bryaxis pulchrotibialis Besuchet & Kurbatov, 2007
- Bryaxis pumilus Bekchiev & Brachat, 2015
- Bryaxis puncticollis (Denny, 1825)
- Bryaxis pygmaeides Newton, 2015
- Bryaxis pyrenaeus (Saulcy, 1863)
- Bryaxis rambouseki (Matcha, 1916)
- Bryaxis raptor Löbl & Kurbatov, 1996
- Bryaxis redemptus (Dodero, 1919)
- Bryaxis reissi (Machulka, 1933)
- Bryaxis reitteri (Saulcy, 1875)
- Bryaxis reversus (Sharp, 1883)
- Bryaxis rhinophorus (W. Blattný & C. Blattný, 1914)
- Bryaxis rifensis Besuchet, 1962
- Bryaxis rivularis Besuchet & Kurbatov, 2007
- Bryaxis rossii Castellini, 1986
- Bryaxis rosti (Reitter, 1894)
- Bryaxis rostratus (Motschulsky, 1845)
- Bryaxis roubalianus Löbl, 1961
- Bryaxis roumaniae Raffray, 1904
- Bryaxis rousi Besuchet & Kurbatov, 2007
- Bryaxis rugosicollis (Fiori, 1905)
- Bryaxis ruidus Kurbatov & Löbl, 1998
- Bryaxis ruthenus (Saulcy, 1877)
- Bryaxis sacer Kurbatov & Löbl, 1995
- Bryaxis sacrificus Kurbatov & Löbl, 1995
- Bryaxis samniticus (W. Blattný & C. Blattný, 1914)
- Bryaxis samurai Löbl, Kurbatov & Nomura, 1998
- Bryaxis sarplaninensis (Karaman, 1953)
- Bryaxis sauteri Raffray, 1909
- Bryaxis sawadai Löbl, Kurbatov & Nomura, 1998
- Bryaxis scapularis (Reitter, 1881)
- Bryaxis schneideri Kugelann, 1794
- Bryaxis schuelkei Besuchet & Kurbatov, 2007
- Bryaxis schusteri Neuhäuser-Happe, 1999
- Bryaxis scrutandus Besuchet & Kurbatov, 2007
- Bryaxis sculpticornis (Guillebeau, 1891)
- Bryaxis sculptifrons (Reitter, 1880)
- Bryaxis seductus Besuchet & Kurbatov, 2007
- Bryaxis serripes (Fauvel, 1891)
- Bryaxis sichotensis Kurbatov, 1994
- Bryaxis sichuanus Kurbatov & Löbl, 1995
- Bryaxis siculus (Fiori, 1913)
- Bryaxis silvicolides Newton, 2015
- Bryaxis simoni (Reitter, 1880)
- Bryaxis smetanai Löbl, 1964
- Bryaxis solidus (Reitter, 1881)
- Bryaxis sparcepunctatus Jeannel, 1958
- Bryaxis splendidus (Croissandeau, 1891)
- Bryaxis steindachneri (Reitter, 1881)
- Bryaxis stolzi (Machulka, 1932)
- Bryaxis sturanyi (Apfelbeck, 1906)
- Bryaxis subdentatus (Dodero, 1919)
- Bryaxis subseriatus (J. Weise, 1877)
- Bryaxis subsolidus (Reitter, 1902)
- Bryaxis sumo Löbl, Kurbatov & Nomura, 1998
- Bryaxis swaneticus (Reitter, 1885)
- Bryaxis taiwanus Löbl & Kurbatov, 1996
- Bryaxis tanto Löbl, Kurbatov & Nomura, 1998
- Bryaxis taradakensis Löbl, Kurbatov & Nomura, 1998
- Bryaxis tarokanus Löbl & Kurbatov, 1996
- Bryaxis temporalis Besuchet & Kurbatov, 2007
- Bryaxis tendensis Besuchet, 2002
- Bryaxis tenuicornides Newton, 2015
- Bryaxis testatus Kurbatov, 1994
- Bryaxis tetralobus Löbl, Kurbatov & Nomura, 1998
- Bryaxis theanus (Reitter, 1894)
- Bryaxis tienmushanus Kurbatov & Löbl, 1995
- Bryaxis tingitanus Besuchet, 1962
- Bryaxis tithonus (Apfelbeck, 1906)
- Bryaxis transitorius Besuchet & Kurbatov, 2007
- Bryaxis transsilvanicus (Ganglbauer, 1897)
- Bryaxis trezzii Monguzzi, 2016
- Bryaxis trichosus Jeannel, 1958
- Bryaxis trigonoceras (Holdhaus, 1904)
- Bryaxis troglocerus (Saulcy, 1870)
- Bryaxis troglodytes (Fiori, 1900)
- Bryaxis troglophilus Agazzi, 1961
- Bryaxis tscherkessicus (Reitter, 1888)
- Bryaxis tuberculiceps Nonveiller, Pavićević & Besuchet, 2003
- Bryaxis tychobythinoides Löbl & Kurbatov, 1996
- Bryaxis ullrichii (Motschulsky, 1851)
- Bryaxis unicus Löbl & Kurbatov, 1996
- Bryaxis ursus (Reitter, 1882)
- Bryaxis ussuriensis Löbl, 1964
- Bryaxis valentulus Kurbatov & Löbl, 1998
- Bryaxis validicornides Newton, 2015
- Bryaxis verrucipalpis (Apfelbeck, 1907)
- Bryaxis vicinus (Dodero, 1919)
- Bryaxis viertli (Reitter, 1882)
- Bryaxis viti Besuchet & Kurbatov, 2007
- Bryaxis vlastae Roubal, 1913
- Bryaxis wankai (Reitter, 1915)
- Bryaxis weisei (Saulcy, 1875)
- Bryaxis witzgalli Daffner, 1982
- Bryaxis wolongensis Kurbatov & Löbl, 1995
- Bryaxis yari Löbl, Kurbatov & Nomura, 1998
- Bryaxis ypsilon Besuchet & Kurbatov, 2007
- Bryaxis yushanensis Löbl & Kurbatov, 1996

## Anecdote
- Le nom de genre Ryxabis est probablement une anagramme de Bryaxis.